# Malinka (województwo warmińsko-mazurskie)
Malinka (niem. Mallinken, od 1930 r. Birkfelde) – wieś w Polsce położona w województwie warmińsko-mazurskim, w powiecie giżyckim, w gminie Wydminy.
W latach 1975–1998 miejscowość administracyjnie należała do województwa suwalskiego.